# Şagadam FK
O Shagadam Football Club (em turcomeno: Şagadam futbol kluby) é um clube de futebol do Turquemenistão com sede em Türkmenbaşy. O clube disputa a primeira divisão do Campeonato Turcomeno de Futebol.  O estádio de sua casa é Türkmenbaşy Stadium.

## História
Antes de 1991, se chamava DOSA. Em 1992, jogou até junho como Neftyanik e depois - Hazar.
Em 2012, terminou o Campeonato Turcomeno de Futebol em 5º lugar, tendo um de seus atletas como o artilheiro da competição Aleksandr Boliyan.
Em 2017 terminou o Campeonato Turcomeno na terceira colocação.

## Títulos
- Campeonato Turcomeno de Futebol: 1

Vencedor: 2002
- Copa do Turcomenistão: 1

Campeão em 2007 e vice em 2002 e 2015.
- Super Copa do Turcomenistão:

Vice-campeão: 2007